# Phyllis (Vorname)
Phyllis (vereinzelt auch Phillis und Phylis) ist ein weiblicher Vorname.

## Herkunft und Bedeutung
Der Name Phyllis ist abgeleitet vom griechischen Wort φύλλον (phyllon) für Blatt, Laub. In der griechischen Mythologie ist Phyllis eine thrakische Prinzessin, die sich aus Liebeskummer das Leben nahm und in einen Mandelbaum verwandelt wurde.

## Namensträgerinnen
- Phyllis Avery (1922–2011), US-amerikanische Schauspielerin
- Phyllis Bottome (1882–1963), britische Schriftstellerin, Verfasserin von Kurzgeschichten und Biografin von Alfred Adler
- Phyllis Bray (1911–1991), britische Malerin, Grafikerin und Illustratorin
- Phyllis Calvert (1915–2002), britische Filmschauspielerin
- Phyllis Christine Cast (* 1960), US-amerikanische Autorin von Romanzen und Fantasy-Büchern
- Phyllis Chesler (* 1940), US-amerikanische Schriftstellerin, Psychotherapeutin und Feministin
- Phyllis Curott (* 1954), US-amerikanische Wicca-Priesterin, Rechtsanwältin und Buch-Autorin
- Phyllis Curtin (1921–2016), US-amerikanische Opernsängerin (Sopran)
- Phyllis Diller (1917–2012), US-amerikanische Komikerin und Schauspielerin
- Phyllis Dillon (1944–2004), jamaikanische Sängerin
- Phyllis Douglas (1936–2010), US-amerikanische Schauspielerin
- Phyllis Francis (* 1992), US-amerikanische Sprinterin (400-Meter-Lauf)
- Phyllis Gardner (1890–1939), englische Künstlerin, Illustratorin und Sachbuchautorin
- Phyllis Gates (1925–2006), US-amerikanische Sekretärin und Innenarchitektin
- Phyllis Gotlieb (1926–2009), kanadische Dichterin und Science-Fiction-Autorin
- Phyllis Gummer (1919–2005), kanadische Komponistin von E-Musik
- Phyllis Harding (1907–1992), britische Schwimmerin
- Phyllis Haver (1899–1960), US-amerikanischer Stummfilmstar der 1920er-Jahre
- Phyllis Hyman (1949–1995), US-amerikanische R&B- und Jazz-Sängerin
- Phyllis Johnson (1886–1967), britische Eiskunstläuferin (Einzel- und Paarlauf)
- Phyllis T. Johnson (* 1926), US-amerikanische Parasitologin, Virologin und Meeresbiologin
- Phyllis M. Kaberry (1910–1977), US-amerikanische Anthropologin
- Phyllis Kirk (1927–2006), US-amerikanische Schauspielerin
- Phyllis Konstam (1907–1976), englische Schauspielerin
- Phyllis Lambert (* 1927), kanadische Architektin, Planerin und Philanthropin
- Phyllis Logan (* 1956), britische Schauspielerin
- Phyllis Love (1925–2011), US-amerikanische Schauspielerin
- Phyllis Lyon (1924–2020), US-amerikanische Journalistin, Autorin und LSBTI-Aktivistin
- Phyllis McGinley (1905–1978), US-amerikanische Lyrikerin sowie Kinder- und Jugendbuchautorin
- Phyllis Nagy (* 1962), US-amerikanische Bühnen- und Drehbuchautorin
- Phyllis Nicolson (1917–1968), englische Mathematikerin
- Phyllis Omido (* 1978), kenianische Umweltaktivistin und Schriftstellerin
- Phyllis Pearsall (1906–1996) war eine britische Kartografin, Autorin und Malerin
- Phyllis Perkins (1934–2023), britische Mittelstreckenläuferin
- Phyllis Schlafly (1924–2016), US-amerikanische konservative Publizistin und politische Aktivistin
- Phylis Smith (* 1965), britische Leichtathletin (400-Meter-Lauf)
- Phyllis Smith (Schauspielerin) (* 1951), US-amerikanische Schauspielerin und Besetzungsregisseurin
- Phyllis Barclay-Smith (1902–1980), britische Verwalterin, Ornithologin, Naturschützerin und Übersetzerin
- Phyllis Somerville (1943–2020), US-amerikanische Schauspielerin
- Phyllis Thaxter (1919–2012), US-amerikanische Film- und Theaterschauspielerin
- Phyllis A. Wallace (1921–1993), US-amerikanische Wirtschaftswissenschaftlerin und Aktivistin
- Phillis Wheatley (* um 1753; † 1784), erste afroamerikanische Dichterin, deren Werke veröffentlicht wurden